# 펄프 (밴드)
펄프(Pulp)는 1978년 셰필드에서 결성된 잉글랜드의 얼터너티브 록 밴드이다. 1990년대 오아시스, 블러, 스웨이드, 버브 등과 함께 영국을 대표했던 밴드다. 하지만 본격적인 명성은 결성 12년차가 되던 1990년대에 얻었다. 신랄하면서도 지적인 가사와 뉴웨이브와 글램 록의 영향을 받은 사운드는 평단과 청자의 찬사 모두 받아 냈다.
그들은 2001년 마지막 앨범인 We Love Life를 발표하고 2002년 해체했다. 리더인 자비스 코커는 2003년부터 솔로 활동 중이다. 2011년 재결성하여 활동중이다.

## 음반 목록

### 정규 음반
- It (1983)
- Freaks (1987)
- Separations (1992)
- His 'n' Hers (1994)
- Different Class (1995)
- This Is Hardcore (1998)
- We Love Life (2001)

### 컴필레이션
- Intro – The Gift Recordings
- Masters of the Universe
- Countdown 1992–1983
- Freshly Squeezed... the Early Years
- Hits
- The Peel Sessions